# Parepilysta borneana
Parepilysta borneana là một loài bọ cánh cứng trong họ Cerambycidae.